# 兴安杜鹃
兴安杜鹃（学名：Rhododendron dauricum）为杜鹃花科杜鹃花属下的一个种。